# Equisetum palustre
Equisetum palustre és una espècie aquàtica de planta vascular sense llavors de la família Equisetaceae, relativament freqüent a les comarques de la Catalunya humida.

## Noms comuns
Equisetum palustre rep diversos noms comuns, alguns dels quals compartits amb altres equisets: cua de cavall, equiset palustre, herba estanyera, sangnua, trencanua, trenca nua.

## Descripció
E. palustre és una planta herbàcia perenne helòfita que fa de 10 a 50 cm d'alt, en casos rars fins a 1 metre. La seva tija fa d'un a 3 mm de diàmetre i normalment té de 8 a 10 canals.
Es reprodueix per espores mitjançant el vent (anemocòria). També es reprodueix vegetativament a través d'estolons i arrels tuberoses.

## Distribució
E. palustre en zones humides riques en nutrients d'Europa, a la regió subàrtica i en zones d'alta muntanya. La seva distribució està en declivi.

## Toxicitat
E. palustre és una planta verinosa pels animals herbívors, però no per als humans. Conté un enzim que destrueix la vitamin B1 que afecta la coordinació en els cavalls i l'alcaloide palustrina, que produeix coixesa als bovins.